# Ambassade de France en Syrie
L'ambassade de France en Syrie est la représentation diplomatique de la République française auprès de la République arabe syrienne. Elle est située à Damas, la capitale du pays, et son dernier ambassadeur, nommé en 2009 était Éric Chevallier. En raison de la guerre civile syrienne, l'ambassade est fermée depuis le 6 mars 2012, le diplomate est, dès lors, rapatrié au Quai d'Orsay où il devient ambassadeur de France « pour la Syrie ».

## Ambassade
L'ambassade est située rue Ata-al-Ayyoubi à Damas. Elle accueille aussi une section consulaire. Elle est fermée depuis le 6 mars 2012. Le 17 décembre 2024, le Ministère des Affaires Étrangères annonce une mission diplomatique à Damas pour travailler à la réouverture de l’ambassade en fonction des conditions sécuritaires sur place et à l’établissement de relation diplomatique avec le gouvernement de transition syrien,.

## Histoire
La Résidence de France se trouve dans une ancienne demeure du Wali de Damas, El-Haj Ousman Nouri Pacha, dans l'ancien faubourg d'Es-Salhiyié : la résidence du Djisser.

## Ambassadeurs de France en Syrie
| De   | À    | Ambassadeur                                           |
| ---- | ---- | ----------------------------------------------------- |
| 1946 | 1950 | Jean-Charles Serres (de)                              |
| 1950 | 1955 | Jacques-Émile Paris (de),                             |
| 1955 | 1956 | Achille Clarac                                        |
| 1956 | 1962 | Rupture des relations diplomatiques (affaire de Suez) |
| 1962 | 1964 | Pierre Sebilleau                                      |
| 1964 | 1969 | Jules Henri François Charles-Roux (de)                |
| 1969 | 1971 | Henri Mazoyer (de)                                    |
| 1971 | 1975 | André Nègre (de)                                      |
| 1975 | 1981 | Fernand Rouillon (de)                                 |
| 1981 | 1986 | Henri Servant (de)                                    |
| 1986 | 1989 | Alain Grenier                                         |
| 1989 | 1993 | Daniel Contenay (de)                                  |
| 1993 | 1997 | Jean-Claude Cousseran                                 |
| 1997 | 2002 | Charles de Bancalis de Maurel d'Aragon (de)           |
| 2002 | 2006 | Jean-François Girault (de)                            |
| 2006 | 2009 | Michel Duclos (de)                                    |
| 2009 | 2014 | Éric Chevallier                                       |
| 2018 | 2021 | François Sénémaud                                     |
| 2021 | 2023 | Brigitte Curmi,                                       |

## Relations diplomatiques
Entre 1958 et 1961, la Syrie fait partie de la République arabe unie, avec l'Égypte. La représentation de la France n'est ainsi pas assurée à la suite de l'affaire de Suez de 1956 à 1961.

## Consulats
Outre la section consulaire de Damas, un consulat est situé à Alep, qui existe depuis le XVIe siècle. Un consul honoraire exerce aussi à Lattaquié. De violentes attaques les ayant pris pour cible le 12 novembre 2011, ces deux antennes consulaires ont été fermées, Charif Zein, ancien consul honoraire à Lattaquié est néanmoins demeuré sur place.
Depuis la fermeture de l'ambassade, les services consulaires sont gérés par le consulat général de France à Beyrouth, voire celui d'Ammam pour les demandes de visa.

### Communauté française
Au 31 décembre 2016, 573 sont inscrits sur les registres consulaires en Syrie.
| 2001  | 2002  | 2003  | 2004  |
| ----- | ----- | ----- | ----- |
| 1 804 | 2 098 | 2 274 | 2 335 |

| 2005  | 2006  | 2007  | 2008  |
| ----- | ----- | ----- | ----- |
| 2 375 | 2 794 | 2 677 | 2 786 |

| 2009  | 2010  | 2011  | 2012  |
| ----- | ----- | ----- | ----- |
| 2 955 | 3 032 | 2 660 | 1 893 |

| 2013  | 2014  | 2015 | 2016 |
| ----- | ----- | ---- | ---- |
| 1 397 | 1 089 | 814  | 573  |

| 2017 | 2018 | 2019 | 2020 |
| ---- | ---- | ---- | ---- |
| 600  | 599  | 622  | 547  |

### Circonscriptions électorales
Depuis la loi du 22 juillet 2013 réformant la représentation des Français établis hors de France avec la mise en place de conseils consulaires au sein des missions diplomatiques, les ressortissants français d'une circonscription recouvrant le Liban et la Syrie élisent pour six ans cinq conseillers consulaires. Ces derniers ont trois rôles : 
1. ils sont des élus de proximité pour les Français de l'étranger ;
2. ils appartiennent à l'une des quinze circonscriptions qui élisent en leur sein les membres de l'Assemblée des Français de l'étranger ;
3. ils intègrent le collège électoral qui élit les sénateurs représentant les Français établis hors de France. Afin de respecter la représentativité démographique, un délégué consulaire est élu pour compléter ce collège électoral.

Pour l'élection à l'Assemblée des Français de l'étranger, la Syrie appartenait jusqu'en 2014 à la circonscription électorale de Beyrouth, comprenant aussi l'Irak, la Jordanie et le Liban, et désignant trois sièges. La Syrie appartient désormais à la circonscription électorale « Asie centrale et Moyen-Orient » dont le chef-lieu est Dubaï et qui désigne quatre de ses 23 conseillers consulaires pour siéger parmi les 90 membres de l'Assemblée des Français de l'étranger.
Pour l'élection des députés des Français de l’étranger, la Syrie dépend de la 11e circonscription.
Lors du premier tour de l'élection présidentielle 2022, seuls deux français votent.